# Емануел Паломарес
Емануел Алехандро Паломарес Матос (на испански: Emmanuel Alejandro Palomares Matos) е венецуелски актьор.

## Биография
Започва актьорската си кариера в родната си страна, а след това се премества в Мексико. Там започва работа в компанията Телевиса, участвайки в редица теленовели, сред които: По-скоро мъртва, отколкото Личита (2015), продуцирана от Роси Окампо. На следващата година получава роля в теленовелата Лъжовно сърце (2016), продуцирана от МаПат Лопес де Сатарайн. През същата година участва в теленовелата Жените в черно (2016), продуцирана от Карлос Морено, в която си партнира с Алехандра Барос, Химена Ерера и Майрин Вилянуева.
През 2017 г. участва в теленовелата В диви земи, продуцирана от Салвадор Мехия, споделяйки сцени с Нереа Камачо, Клаудия Алварес, Кристиан де ла Фуенте, Диего Оливера, Орасио Панчери и първите актьори Даниела Ромо и Сесар Евора.
През 2018 г. участва в теленовелата И утре ще бъде друг ден, режисирана от Лили Гарса, Карина Дупрес и Фернандо Несме и продуцирана от Карлос Морено. В същото продукция си партнира с Анхелика Вале, Алехандра Барос, Диего Оливера и Флоренсия де Сарачо.
През 2023 г. взема участие теленовелата Прости нашите грехове, продуцирана от Лусеро Суарес, последвана от Да живееш от любов (2024), продуцирана от Салвадор Мехия, в която си партнира с Кимбърли дос Рамос и Габриела Спаник.

## Филмография

### Теленовели
- Дъщерите на госпожа Гарсия (2024–2025) – Николас Портия
- Да живееш от любов (2024) – Хосе Емилио Риверо Кеяр
- Прости нашите грехове (2023) – Андрес Мартинес
- Наследството (2022) – Симон Дел Монте Аранго
- Да преодолееш мъката (2020–2021) – Гаел Фалкон / Ромел Гуахардо
- Да преодолееш страха (2020) – Гаел Фалкон
- И утре ще бъде друг ден (2018) – Рафаел де ла Маса Сервантес / Рафаел Сармиенто Сервантес
- В диви земи (2016) – Уриел Сантана
- Жените в черно (2016) – Хосе Ривера
- Лъжовно сърце (2016) – Лисандро Молинер Бустос
- Страст и сила (2015–2016) – Джони
- По-скоро мъртва, отколкото Личита (2015–2016) – Франсиско Хавиер
- Роден с теб (2012) – Мигел Анхел Гаел Пара

### Сериали
- Розата на Гуадалупе (2015) – Соломон / Антонио
- Скандали (2015) – Матео Баутиста Бранд
- Както се казва (2014–2015) – Анхел / Густаво / Хуан Игнасио
- Екстремни сърца (2011) – Хулио

### Кино
- Пътят на истината (2022) – Кадилио Леон де Фебрес Кордеро

### Театър
- Само за жени (2017–2018) – себе си